# Bornmann-Gletscher
Der Bornmann-Gletscher ist ein Gletscher an der Borchgrevink-Küste des ostantarktischen Viktorialands. Er fließt an der Westseite der Hallett-Halbinsel in einer Entfernung von 1,5 km südlich des Seabee Hook zum Edisto Inlet, wo er in Form einer aufschwimmenden Gletscherzunge endet.
Teilnehmer der von 1957 bis 1958 dauernden Kampagne im Rahmen der New Zealand Geological Survey Antarctic Expedition benannten ihn nach Leutnant Robert Clare Bornmann (* 1931), Chirurg und Leiter der Mannschaft auf der Hallett-Station bei der Operation Deep Freeze des Jahres 1958.